# Antoine Chollier
Antoine Chollier est un écrivain poète et journaliste dauphinois né à Grenoble le 18 janvier 1894 et mort le 19 novembre 1939.
Gazé durant la guerre de 14-18, il en garde de graves séquelles jusqu'à sa mort. Il cherche alors un dérivatif à la douleur et le trouve dans la littérature et la poésie. Il est auteur, entre autres, de Ceux de l'Alpe, du Fiel du calice et de Soliloques d'un poilu.
Fondateur de la société des écrivains dauphinois en 1934, il fut également président de l'Académie Delphinale.
Une rue porte son nom à Grenoble ainsi qu'à Seyssinet Pariset